# Centralni-istočni oceanijski jezici
Centralni-istočni oceanijski jezici jedna od velikih grana oceanijskih jezika koja obuhvaća (718) jezika na području Oceanije. Podijeljeni su na brojne skupine i podskupine:
a) Daleka Oceanija (199) 
a1. Centralni Pacifik (45):
a. istočnofidžijski-polinezijski/East Fijian-Polynesian (42): 
a1. istočnofidžijski jezici/East Fijian (4): fidžijski jezik (fijian), gone dau, lauan, lomaiviti;
a2. Polinezijski jezici/Polynesian (38):
a. nuklearni (jezgrovni) polinezijski/Nuclear (36):
a1. istok/East (13):
a. Centralni (12):
a1. markeški/Marquesic (4): havajski (hawaiian), mangarevski (mangareva), markeški (marquesan, 2 jezika, sjeverni i južnonarkeški|južni),
a2. Rapa;
a3. tahitski/Tahitic (7): austral, maori, penrhyn, rakahanga-manihiki, rarotongan, tahitiski (tahitian), tuamotu;
b. Rapanui (1): rapa nui;
a2. Samoic-Outlier (23):
a. istočnouvejski-Niuafo'ou/East Uvean-Niuafo'ou (2): niuafo'ou, wallisian;
b. ellicejski/Ellicean (8): kapingamarangi, nukumanu, nukuoro, nukuria, ontong java, sikaiana, takuu, tuvalu;
c. futunski jezici/Futunic (9): anuta, emae, futuna-aniwa, istočnofutunski (east futuna), rennell-belona, mele-fila, pileni, tikopia, zapadnouvejski (uvean, west);
d. niuatoputapu
e. Pukapuka (1): pukapuka;
f. Samoan (1): samoanski;
g. Tokelauan (1): tokelauski (tokelauan);
b. tongijski jezici/Tongic (2): niujski (niue), tonganski,
b. zapadnofidžijski-rotumanski/West Fijian-Rotuman (3):
b1. Rotumanski/Rotuman (1): rotumanski jezik (rotuman);
b2. zapadnofidžijski jezici/West Fijian (2): namosi-naitasiri-serua jezik, zapadnofidžijski,
a2. Eastern Outer Islands (6):
a. Utupua (3): amba, asumboa, tanimbili;
b. Vanikoro (3): tanema, teanu, vano;
a3. Loyalty Islands (3): dehu, iaai, nengone;
a4. Mikronezijski/Micronesian (20):
a. mikronezijski vlastiti/Micronesian Proper (19):
a1. Ikiribati (1): kiribati;
a2. Kusaiean (1): kosraean;
a3. maršalski/Marshallese (1): maršalski (marshallese);
a4. ponapejski-tručki/Ponapeic-Trukic (16):
a. Ponapeic (3): mokilese, pingelapese, pohnpeian;
b. Trukic (13): karolinski  (carolinian), mapia, mortločki (mortlockese), namonuito, pááfang, puluwatese, satawalese, sonsorol, tanapag, tobian, tručki (chuukese), ulithian, woleaian;
b. nauruski/Nauruan (1): nauruski (nauruan);
a5. novokaledonski/New caledonian (30):
a. Haekic (1): haeke;
b. sjeverni/Northern (17):
b1. Centralni (2): cemuhî, paicî;
b2. krajnji sjever/Extreme Northern (4): caac, kumak, nyâlayu, yuaga;
b3. haveke;
b4. vamale;
b5. sjever/North (9):
a. Hmwaveke (3): bwatoo, hmwaveke, waamwang;
b. Nemi (4): fwâi, jawe, nemi, pije;
c. pwaamei;
d. pwapwa;
c. južni/Southern (12):
c1. krajnji jug/Extreme Southern (2): dumbea, numee;
c2. jug/South (9):
a. Wailic (5): ajië, arhâ, arhö, neku, orowe;
b. Xaracuu-Xaragure (2): xârâcùù, xaragure;
c. Zire-Tiri (2): tiri, zire;
c3. mea;
a6. sjeverni i centralni vanuatu/North and Central Vanuatu (95):
a. East Santo (5):
a1. sjever/North (1): sakao;
a2. jug/South (4): butmas-tur, lorediakarkar, polonombauk, shark bay;
b. Malekula Interior (12):
b1. Labo (1): labo;
b2. Malekula Central (8): big nambas, katbol, larevat, lingarak, litzlitz, maragus, nasarian, vinmavis;
b3. Small Nambas (3): dixon reef, letemboi, repanbitip;
c. sjeveroistočni vanuatu/otočje banks/Northeast Vanuatu-Banks Islands (78):
c1. Central Vanuatu (5): eton, južnoefatski (efate, south), lelepa, namakura, sjevernoefatski (efate, north);
c2. istočni vanuatu/East Vanuatu (29): ambae (2 jezika, zapadni i istočni), apma, baetora, centralni maewo (maewo, central), dakaka, hano, hiw, jugoistočni ambrym (ambrym, southeast), koro, lakona, lehali, lehalurup, lonwolwol, marino, merlav, mosina, mota, motlav, nume, olrat, paama, port vato, sa, seke, sjeverni ambrym (ambrym, north), sowa, toga, vatrata, wetamut;
c3. Epi (6):
a. Bieria-Maii (2): bieria, maii;
b. Lamenu-Baki (4):
b1. Baki-Bierebo (2): baki, bierebo;
b2. Lamenu-Lewo (2): lamenu, lewo;
c4. obalna malekula/Malekula Coastal (14): aulua, axamb, burmbar, mae, malfaxal, malua bay, maskelynes, mpotovoro, port sandwich, rerep, south west bay, unua, uripiv-wala-rano-atchin, vao,
c5. zapadni Santo/West Santo (24): akei, amblong, aore, araki, fortsenal, mafea, malo, merei, morouas, narango, navut, nokuku, piamatsina, roria, tambotalo, tangoa, tasmate, tiale, tolomako, tutuba, valpei, vunapu, wailapa, wusi;
b) Južnovanuatski jezici/South Vanuatu (9):
b1. Aneityum (1): aneityum,
b2. Erromanga (3): ifo, sie, ura;
b3. Tanna (5): jugozapadni tana (tanna, southwest), kwamera, lenakel, sjeverni tanna (tanna, north), whitesands,
c) jugoistočni solomonski jezici/Southeast Solomonic (26) 
c1. Gela-Guadalcanal (7):
a. Bughotu (1): bughotu,
b. Gela (2): gela, lengo,
c. Guadalcanal (4): birao, ghari, malango, talise;
c2. Malaita-San Cristobal (19):
a. Malaita (14):
a1. Longgu (1): longgu;
a2. sjeverni (9): baeggu, baelelea, fataleka, gula'alaa, kwaio, kwara'ae, lau, to'abaita, wala;
a3. južni (4): 'are'are, dori'o, oroha, sa'a;
b. San Cristobal (5): arosi, bauro, fagani, kahua, owa.

## Vanjske poveznice
- Ethnologue (14th)
- Ethnologue (15th)